# 木表
木表（きおもて）とは、1本の木を板にした場合、断面の年輪を見て木の外側となる面のこと。床や壁に板を貼る場合には、木表を見えるほうに貼る。無垢材の板は必ず木表側に反る。
原木を板にした場合、木目に年輪が原木の時の内側（芯側）面が現れている面を「木裏」、その板を裏返して反対側から見た場合、外側の面が見える面を「木表」という。多くの柱材のように中心に芯を持っている場合は、全て木表ということになる。